# Vilma Bardauskienė
Vilhelmina Augustinavičiūtė-Bardauskienė plus connue comme Vilma Bardauskienė, née le 15 juin 1953 à Pakruojis, est une athlète lituanienne qui concourait pour l'URSS, spécialiste du saut en longueur.
Son plus grand succès est son titre aux championnats d'Europe de 1978 qu'elle remporte en améliorant le record du monde. Le 18 août 1978, elle devient la première athlète féminine à atteindre les 7 mètres au saut en longueur [1].

## Palmarès

### Championnats d'Europe d'athlétisme
- Championnats d'Europe d'athlétisme de 1978 à Prague ( Tchécoslovaquie)
  -  Médaille d'or en saut en longueur

## Records
- Record du monde du saut en longueur avec 7,07 m le 18 août 1978 à Chișinău (amélioration du record de Sigrun Siegl)
- Record du monde du saut en longueur avec 7,09 m le 28 août 1978 à Prague (amélioration de son précédent record, sera battu le 1er août 1982 par Anişoara Cuşmir à Bucarest)

## Référence et Liens externes
1. L'Equipe du lundi 21 août 1978 : reportage de Robert Parienté intitulé Limites naturelles et assorti d'une photo de l'athlète, le journaliste ayant spécialement observé "cette grande fille, à la longue foulée, à la remarquable impulsion,...".
- Ressources relatives au sport :   - Munzinger
  - Track and Field Statistics
  - World Athletics